# Bischofssprengel Erfurt
Der Bischofssprengel Erfurt ist eine Untergliederung der Evangelischen Kirche in Mitteldeutschland (EKM). In den zwei Bischofssprengeln der Landeskirche sind mehrere Kirchenkreise zu einem gemeinsamen Aufsichtsbezirk zusammengefasst, dem ein oder zwei Regionalbischöfe vorstehen.

## Lage und Gliederung
Der Bischofssprengel umfasst den südlichen Teil der Landeskirche, der im Wesentlichen aus dem größten Teil des Freistaates Thüringen besteht. Der Dienstsitz befindet sich im Augustinerkloster in Erfurt.
Dem Sprengel sind die folgenden 22 Kirchenkreise zugeordnet:
- Altenburger Land
- Apolda-Buttstädt
- Arnstadt-Ilmenau
- Bad Frankenhausen-Sondershausen
- Bad Salzungen-Dermbach
- Eisenach-Gerstungen
- Eisenberg
- Erfurt
- Gera
- Gotha
- Greiz
- Henneberger Land
- Hildburghausen-Eisfeld
- Jena
- Meiningen
- Mühlhausen
- Rudolstadt-Saalfeld
- Schleiz
- Sonneberg
- Südharz
- Weimar
- Waltershausen-Ohrdruf

## Geschichte
Am 1. Januar 2022 wurden die drei Propstsprengel Gera-Weimar, Eisenach-Erfurt und Meiningen-Suhl zum Bischofssprengel Erfurt vereinigt.
Regionalbischöfe wurden Friederike Spengler, die bisherige Regionalbischöfin des Propstsprengels Gera-Weimar, und Tobias Schüfer, der bisherige Regionalbischof des Propstsprengels Meiningen-Suhl. Die beiden Regionalbischöfe arbeiten im Team und sind gemeinsam für den Bischofssprengel Erfurt verantwortlich.